# Willi Skibinski
Wilhelm „Willi“ Skibinski (* 12. August 1929 in Ohrsleben; † 21. November 2018) war ein deutscher Landwirt und Parteifunktionär (SED). Er war von 1963 bis 1989 Kandidat des Zentralkomitees der SED.

## Leben
Skibinski, Sohn eines Landarbeiters, besuchte bis 1942 die Grundschule in Ohrsleben und anschließend bis 1945 die Mittelschule in Schöningen. Nach dem Zweiten Weltkrieg ging er bei einem Großbauern in die landwirtschaftliche Lehre. Von Oktober 1945 bis 1953 arbeitete er im Neubauernbetrieb seiner Mutter in Ohrsleben und schloss die Lehre als landwirtschaftlicher Facharbeiter ab. Von 1953 bis 1969 war er Vorsitzender der LPG „Geschwister Scholl“ in Ohrsleben. Skibinski studierte von 1954 bis 1956 an der LPG-Hochschule Meißen mit dem Abschluss als Diplom-Agronom.
Ab Mai 1955 Mitglied der Sozialistischen Einheitspartei Deutschlands (SED), wurde er im Januar 1963 auf dem VI. Parteitag der SED zum Kandidaten des ZK der SED gewählt. Von Juni 1969 bis November 1989 fungierte er als Sekretär für Landwirtschaft der SED-Bezirksleitung Magdeburg (Nachfolger von Heinz Ziegner). Von 1971 bis 1990 gehörte er dem Bezirkstag Magdeburg an. Ab Juni 1974 war er Vorsitzender der Ständigen Kommission Land-, Forst- und Nahrungsgüterwirtschaft des Bezirkstages. Von Herbst 1964 bis Mai 1969 übernahm er zusätzlich die Leitung der LPG Wackersleben.  Von Juni 1968 bis 1973 war er Mitglied des Rates für landwirtschaftliche Produktion und Nahrungsgüterwirtschaft der DDR (RLN).
1979/80 absolvierte er ein Studium an der Parteihochschule „Karl Marx“. Nach der Wende in der DDR wurde er zunächst Mitglied der  PDS, dann der Partei Die Linke. Im Mai 1990 ging er in den Vorruhestand und 1994 in Altersrente.
Skibinski war verheiratet und Vater von vier Kindern. Er lebte zuletzt in Magdeburg und starb im Alter von 89 Jahren.

## Auszeichnungen
- 1966: Ehrentitel Held der Arbeit
- 1970: Vaterländischer Verdienstorden in Bronze
- 1989: Vaterländischer Verdienstorden in Gold